# Xylocoremium
Xylocoremium es un género de hongos en la familia Xylariaceae. El género es monotípico, su única especie es Xylocoremium flabelliforme. Fue circunscripto en 1984 por J.D.Rogers.